# Triumph of Death
Triumph of Death es una demo en formato casete de la banda suiza de metal extremo, Hellhammer. Fue publicada en julio de 1983.

## Lista de canciones
1. "Angel of Destruction" – 2:58 †
2. "Crucifixion" – 3:02 *, †
3. "Ready for Slaughter" – 3:35 †
4. "Death Fiend" – 2:34 *
5. "(Execution) When Hell's Near" – 2:37 *, †
6. "Chainsaw" - 3:57 *
7. "Sweet Torment" - 2:08 †
8. "Hammerhead" – 2:47 *
9. "Blood Insanity" – 4:21 *
10. "Reaper" – 2:06 †
11. "Maniac" - 4:00 †
12. "Triumph of Death" – 5:14 *, †
13. "Bloody Pussies" - 4:58 *
14. "Power of Satan" – 4:09 †
15. "Decapitator" – 2:06 *, †
16. "Dark Warriors" – 3:02 †
17. "Metallic Storm" – 2:19 *

## Créditos
- Tom Gabriel Fischer aka Tom Warrior – voz en †, guitarra
- Urs Sprenger aka Steve Warrior – voz en *, bajo
- Jörg Neubart aka Bruce Day – batería